# Geoposicionamento

Geoposicionamento, também conhecido como georastreamento, ou geolocalização, é o processo de determinação ou estimativa da posição geográfica de um objeto. 
O geoposicionamento é um processo que resulta na obtenção de um conjunto preciso de coordenadas geográficas, como latitude e longitude, em relação a um mapa de referência específico. Essas coordenadas são essenciais para identificar e localizar pontos em um espaço geográfico. Além disso, as posições podem ser expressas em termos de rumo e distância a partir de um ponto de referência conhecido. Essa tecnologia permite não apenas determinar uma localização precisa, mas também mapear endereços e outros locais de importância em um contexto geográfico mais amplo.
Exemplos de uso incluem: rastreamento geográfico de animais; sistema de posicionamento, os mecanismos de determinação de posições geográficas em geral; geolocalização na internet, geolocalização de um dispositivo conectado à internet; e rastreamento de celular . 

## História
O geoposicionamento usa vários métodos visuais e eletrônicos, incluindo linhas de posição e círculos de posição, navegação celeste, navegação por rádio e o uso de sistemas de navegação por satélite.
O cálculo do geoposicionamento envolve a utilização de medições ou observações de distâncias e ângulos em relação a pontos de referência cujas posições são conhecidas. Em levantamentos 2D, é necessário ter observações de pelo menos três pontos de referência para calcular uma posição em um plano bidimensional. No entanto, é importante destacar que, na prática, essas observações estão sujeitas a erros decorrentes de diversos fatores físicos e atmosféricos que podem afetar a precisão das medições de distâncias e ângulos. Esses fatores incluem condições climáticas, interferência eletromagnética, variações na curvatura da Terra e erros instrumentais.
Um exemplo prático de determinação de posicionamento seria um navio fazer medições de rumo em três faróis posicionados ao longo da costa. Essas medições podem ser feitas visualmente usando uma bússola de mão, ou com pouca visibilidade, eletronicamente usando radar ou localização de direção por rádio. 
Embora em teoria duas linhas de posição (LOP) sejam suficientes para definir um ponto, na prática 'cruzar' três ou mais LOPs fornecem maior precisão e confiança, especialmente se as linhas se cruzarem em um bom ângulo entre si. Os três LOPs quando desenhados no gráfico formarão em geral um triângulo, conhecido como 'chapéu armado'. O navegador terá mais confiança em uma posição fixa que é formada por um pequeno chapéu armado com ângulos próximos aos de um triângulo equilátero.
A área de incerteza em torno de uma posição corrigida é conhecida como elipse de erro. Para reduzir essa incerteza, os sistemas de navegação eletrônica geralmente utilizam mais de três pontos de referência para calcular uma posição fixa, aumentando assim a redundância dos dados. À medida que mais pontos de referência redundantes são adicionados, a correção da posição se torna mais precisa e a área da elipse de erro resultante diminui.
O processo de determinar uma posição por meio de múltiplas observações pode ser equivalente à resolução de um sistema de equações lineares. Nos sistemas de navegação, são utilizados algoritmos de regressão, como o método dos mínimos quadrados, para calcular uma posição precisa no espaço tridimensional. Um exemplo comum é o uso de medições de distância provenientes de quatro ou mais satélites GPS, que orbitam a Terra em trajetórias conhecidas.
Ao receber sinais de múltiplos satélites, o receptor GPS realiza medições de tempo de trânsito desses sinais. Com base nesses tempos e nas velocidades conhecidas dos sinais de cada satélite, o receptor é capaz de determinar a distância entre si e cada satélite. Utilizando essas distâncias como observações, juntamente com as posições conhecidas dos satélites, o receptor pode resolver um sistema de equações para determinar sua própria posição.
Os algoritmos de regressão, como o método dos mínimos quadrados, são aplicados para otimizar os cálculos e obter a melhor estimativa possível da posição. Esses algoritmos levam em consideração as incertezas e erros presentes nas medições, buscando minimizar as diferenças entre as medições observadas e as posições calculadas.

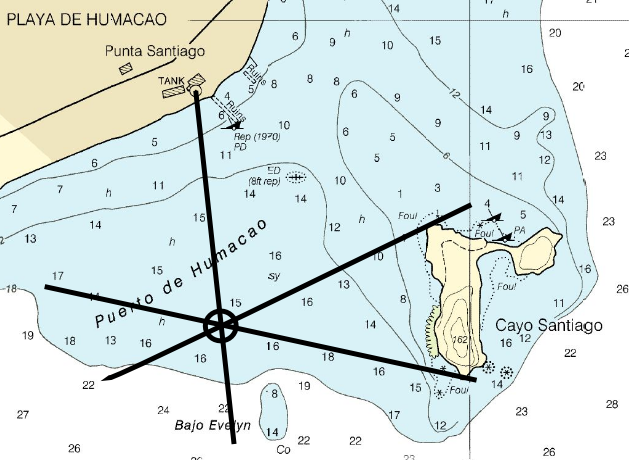
Correção visual por três rolamentos plotados em uma carta náutica

## Uso
O WhatsApp, por exemplo, fornece uma ferramenta gratuita de localização do usuário que pode ser usada para ver a localização de um ente querido.  Aplicativos de entrega de comida utilizam a geolocalização para acompanhar todo o processo de entrega.  O geoposicionamento também é usado na coleta de dados meteorológicos e fitopatológicos para prever patógenos de culturas . 